# Cướp phá Rome (455)
Cuộc cướp phá thành Rome năm 455 được thực hiện bởi người Vandal dưới sự lãnh đạo của vua Gaiseric. Trước đó, một hiệp ước hòa bình đã được ký kết giữa Đế chế Tây La Mã và Vương quốc Vandal, trong đó bao gồm cả một cuộc hôn nhân chính trị giữa con gái của Hoàng đế La Mã Valentinian III và con trai của Gaiseric. Tuy nhiên, sau khi Valentinian bị ám sát, người kế vị ông là Petronius Maximus đã vi phạm hiệp ước khi gả con gái của Valentinian cho con trai của chính mình. Điều này khiến Gaiseric cho rằng hiệp ước đã bị phá vỡ và phát động một cuộc xâm lược thành Rome.
Petronius Maximus không chuẩn bị lực lượng để bảo vệ thành phố, và trong lúc bỏ chạy, Petronius Maximus đã bị đám đông La Mã phẫn nộ đánh chết. Khi quân Vandal tiến vào Rome, Giáo hoàng Leo I đã đàm phán và thuyết phục Gaiseric tránh gây bạo lực với dân thường. Tuy nhiên, người Vandal vẫn cướp bóc thành Rome trong suốt hai tuần, phá hủy nhiều công trình, lấy đi phần lớn tài sản quý giá và bắt một số người dân làm nô lệ.
Người kế vị Maximus là Hoàng đế Avitus lại không nhận được sự ủng hộ rộng rãi, khiến nội chiến La Mã bùng nổ vào năm 456. Cuộc cướp phá Rome năm 455, cùng với cuộc cướp phá trước đó của người Visigoth vào năm 410, đã gây chấn động toàn thế giới La Mã cổ đại và trở thành biểu tượng cho sự suy tàn và sụp đổ sắp xảy ra của Đế quốc Tây La Mã, đánh dấu một bước ngoặt quan trọng trong lịch sử châu Âu.

## Bối cảnh

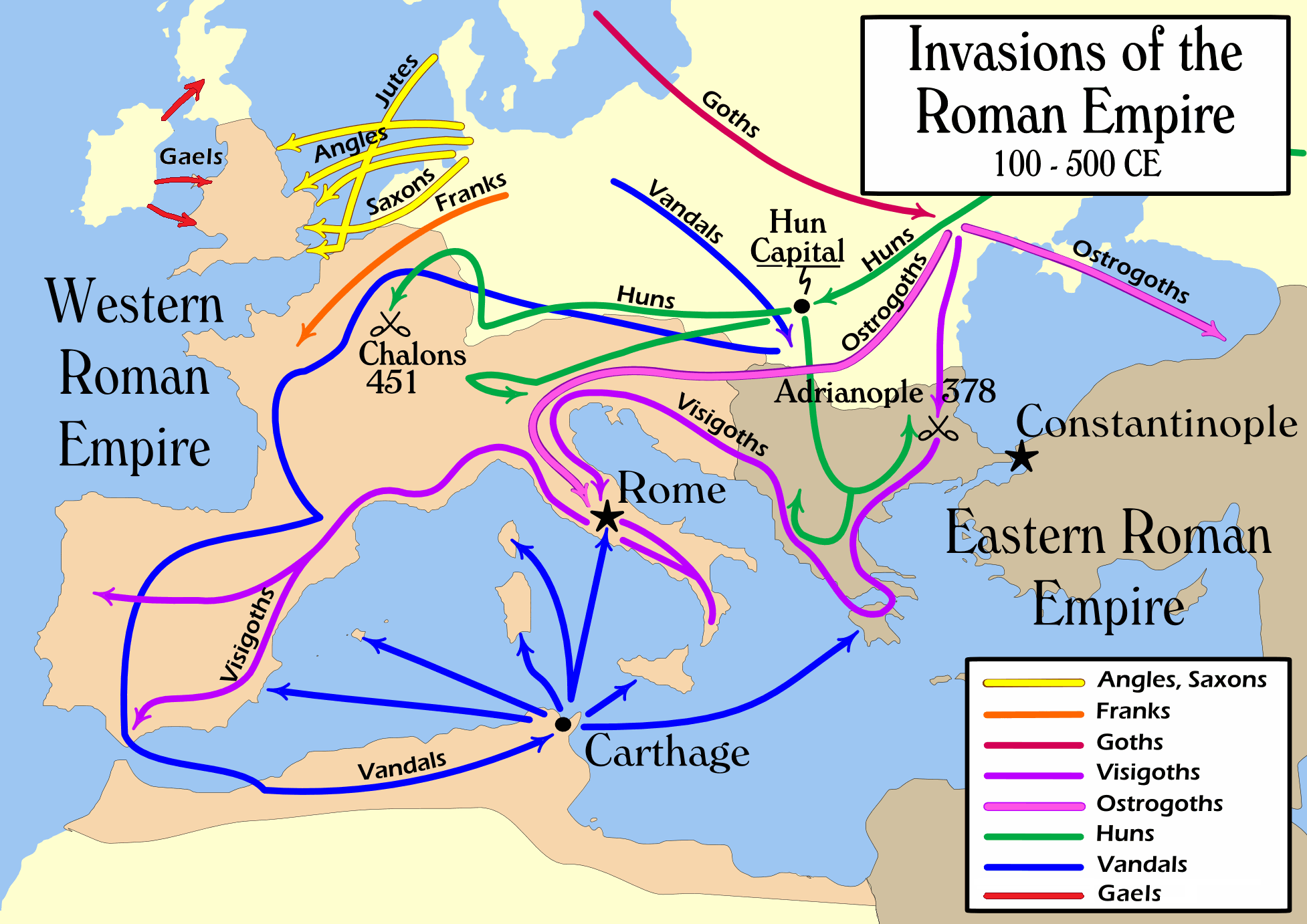
Hướng tấn công Vandal

Kể từ khi được thành lập vào năm 395, Đế quốc Tây La Mã đã rơi vào tình trạng suy thoái kéo dài. Một trong những nguyên nhân chính là làn sóng di cư ồ ạt các tộc người German và các dân tộc phi-La Mã khác – được gọi là Thời kỳ Đại Di cư. Hệ quả là thành Rome bị cướp phá vào năm 410 bởi người Visigoth dưới sự chỉ huy của Alaric, đánh dấu lần đầu tiên Rome bị thất thủ kể từ khoảng năm 387.
Một hiệp ước hòa bình đã được ký kết vào năm 442 giữa người La Mã và người Vandal, trong đó người Vandal được trao các vùng đất: Lãnh thổ chấp chính châu Phi, Byzacena, Numidia phía đông và Tripolitania phía tây, còn La Mã giữ lại các vùng Mauretania Caesariensis, Mauretania Sitifensis và Numidia phía tây. Đồng thời, một liên minh hôn nhân giữa Huneric (con trai Gaiseric) và Eudocia (con gái hoàng đế Valentinian III) cũng được thiết lập.
Tuy nhiên, vào ngày 21 tháng 9 năm 454, tướng Flavius Aetius bị giết theo lệnh của hoàng đế Valentinian III, do Petronius Maximus xúi giục. Sau đó, Valentinian III cũng bị ám sát vào ngày 16 tháng 3 năm 455, và Maximus lên ngôi hoàng đế Tây La Mã chỉ một ngày sau đó. Để hợp pháp hóa quyền lực, Maximus kết hôn với Licinia Eudoxia (góa phụ của Valentinian III) và gả con gái Eudocia cho con trai mình là Palladius.
Tức giận vì cái chết của chồng và cuộc hôn nhân bị ép buộc, Licinia Eudoxia âm mưu với người Vandal chống lại Maximus. Gaiseric, vua Vandal, tuyên bố rằng việc phá bỏ hôn ước giữa Huneric và Eudocia là lý do khiến hiệp ước hòa bình bị vô hiệu. Gaiseric đã tận dụng tình hình để tuyên chiến với La Mã, huy động một lực lượng lớn và khởi hành từ Carthage để xâm lược Rome.
Vào thời điểm này, Rome đã không còn là thủ đô chính trị đế quốc kể từ đầu thế kỷ 4, và nhiều thành phố khác thay phiên giữ vai trò là trung tâm quyền lực Tây La Mã. Theodosius I là vị hoàng đế duy nhất được ghi nhận đã đến thăm Rome trong giai đoạn 363–395. Tuy nhiên, Valentinian III đã dời triều đình về lại Rome vào năm 450 và ở đó cho đến khi qua đời.
Đáng chú ý, dân số của thành Rome đã giảm mạnh, từ khoảng 700.000–1.000.000 người vào cuối thế kỷ 4, xuống chỉ còn 300.000–500.000 người vào năm 455.

## Cướp phá

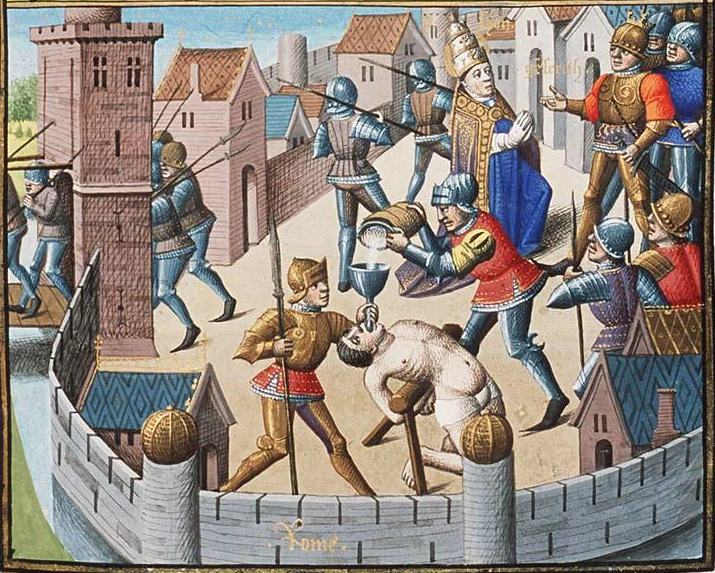
Giáo hoàng Leo I đã cố gắng thuyết phục Genseric, không cướp phá Rome.

Người Vandal đổ bộ vào thành phố Ostia, cảng chính của Rome, nằm ở cửa sông Tiber chỉ cách thành vài km về phía tây nam. Trước tình hình đó, Hoàng đế Petronius Maximus cố gắng bỏ trốn khỏi Rome, nhưng đã bị đám đông phẫn nộ bắt gặp, ném đá đến chết, rồi ném xác xuống sông Tiber. Trước khi tiến vào thành, người Vandal phá hủy các hệ thống cầu dẫn nước cung cấp nước sinh hoạt cho thành Rome – một hành động làm tê liệt hoàn toàn sinh hoạt dân cư trong thành.
Giáo hoàng Leo I đã ra gặp vua Gaiseric và thuyết phục Gaiseric không phóng hỏa, không giết hại dân thường, và không tra tấn tù nhân. Gaiseric giữ đúng lời hứa không đốt phá hay tàn sát, nhưng vẫn bắt một số người làm nô lệ, đồng thời bắt giữ Hoàng hậu Licinia Eudoxia và hai con gái là Eudocia và Placidia khi họ đang cố gắng trốn thoát.
Thành Rome bị cướp phá trong hai tuần, trong thời gian đó, chính quyền La Mã phương Tây gần như tê liệt hoàn toàn. Sau đó, người Vandal rút lui về Bắc Phi, nhưng trước đó họ còn tiến quân xuống phía nam qua vùng Campania, tàn phá khu vực này nghiêm trọng, và thử tấn công thành Neapolis (Naples) – tuy nhiên thất bại do hệ thống phòng thủ của thành vững chắc hơn.

## Hệ quả
Sau khi chiếm được thành Rome, Gaiseric và quân Vandal đã cướp bóc một lượng kho báu khổng lồ. Một trong những hành động biểu tượng nhất của họ là “xé một nửa mái đền thờ Jupiter Tối Cao”, bằng cách gỡ bỏ các tấm ngói mạ đồng vàng trên mái. Từ hành động phá hoại có chủ đích này, khái niệm "vandalism" (vandalismo – hành vi phá hoại) ra đời và được dùng cho đến ngày nay.
Cuộc cướp phá kéo dài hai tuần, được đánh giá là tàn phá nghiêm trọng hơn nhiều so với vụ cướp thành Rome kéo dài ba ngày của người Visigoth vào năm 410.
Theo sử gia Victor xứ Vita, sau vụ cướp, nhiều tàu chở nô lệ rời Rome về Bắc Phi, với tù binh bị chia đều cho các nhóm Vandal. Tuy nhiên, Giám mục Deogratias xứ Carthage đã chuộc lại một số nô lệ bằng cách bán hết tài sản quý giá của nhà thờ, và cho những người này tá túc trong các nhà thờ lớn ở Carthage cho đến khi có thể hồi hương trở lại Rome.
Về mặt chính trị, Avitus, được sự ủng hộ về quân sự và tài chính từ vua Theodoric II của người Visigoth, đã được quân đội tôn làm hoàng đế ở Arles vào ngày 9–10 tháng 7, sau đó được Viện Nguyên lão La Mã công nhận. Tuy nhiên, Avitus sớm bị lật đổ vào năm 456 bởi Majorian và Ricimer, sau một cuộc nội chiến.
Trong thời gian trị vì ngắn ngủi, Avitus cho phép người Visigoth tiến vào Hispania – vùng đất đang do người Suebi kiểm soát – để đền đáp sự giúp đỡ của Theodoric. Dù được lòng giới quý tộc người German, Avitus lại không được lòng giới quý tộc La Mã, và gặp nhiều khó khăn trong việc kiểm soát bộ máy chính quyền.

## Đánh giá
Mặc dù hình ảnh phổ biến về người Vandal là những kẻ phá hoại tàn nhẫn, mức độ tàn phá trong cuộc cướp thành Rome năm 455 vẫn còn gây tranh cãi. Theo Prosper, Giáo hoàng Leo I đã thuyết phục được vua Gaiseric hứa sẽ tha mạng cho dân chúng, không phóng hỏa, và không phá hủy các công trình tôn giáo, nhờ đó cuộc cướp bóc có phần "ôn hòa" hơn về mặt bạo lực.
Tuy nhiên, sử gia Byzantine Procopius lại cho rằng một nhà thờ đã bị đốt cháy (dù không rõ tính xác thực, cần dẫn chứng thêm). Một số sử gia hiện đại như John Henry Haaren cho rằng các đền thờ, công trình công cộng, nhà ở tư nhân và cả cung điện hoàng đế đều bị cướp phá.
Ngoài ra, người Vandal còn chiếm đoạt khối lượng lớn vàng bạc, đồ trang sức, đồ nội thất, phá hủy nhiều tác phẩm nghệ thuật, và giết hại một số cư dân.
Tóm lại, dù không có nhiều bằng chứng về các vụ thảm sát hay hủy diệt diện rộng như sau này người ta tưởng tượng, cuộc cướp phá Rome năm 455 vẫn để lại hậu quả vật chất nghiêm trọng, và là một biểu tượng lịch sử của sự suy tàn Đế chế Tây La Mã.

## Các tác phẩm được trích dẫn

### Sách
- Conant, Jonathan (2012). Staying Roman: Conquest and Identity in Africa and the Mediterranean, 439–700. Cambridge University Press. ISBN 9781139048101.
- Gibbon, Edward (2015). The History of the Decline and Fall of the Roman Empire. Quyển 4. Cambridge University Press. ISBN 9781139333573.
- Moralee, Jason (2017). Rome's Holy Mountain: The Capitoline Hill in Late Antiquity. Oxford University Press. ISBN 9780190492298.
- Lee, A. (2013). From Rome to Byzantium AD 363 to 565: The Transformation of Ancient Rome. Edinburgh University Press. ISBN 9780748627905.
- Salzman, Michele (2021). The Falls of Rome. Crises, Resilience, and Resurgence in Late Antiquity. Cambridge University Press. ISBN 9781316275924.

### Tạp chí
- Clover, Frank (1978). "The Family and Early Career of Anicius Olybrius". Historia. 27 (1). Franz Steiner Verlag: 169–96. doi:10.2307/4435589. JSTOR 4435589.
- Gillett, Andrew (2001). "Rome, Ravenna and the Last Western Emperors". Papers of the British School at Rome (69). British School at Rome: 131–67. doi:10.2307/40311008. JSTOR 40311008.